# Pionki (gromada 1954)
Pionki – dawna gromada, czyli najmniejsza jednostka podziału terytorialnego Polskiej Rzeczypospolitej Ludowej w latach 1954–1972.
Gromady, z gromadzkimi radami narodowymi (GRN) jako organami władzy najniższego stopnia na wsi, funkcjonowały od reformy reorganizującej administrację wiejską przeprowadzonej jesienią 1954 do momentu ich zniesienia z dniem 1 stycznia 1973, tym samym wypierając organizację gminną w latach 1954–1972.
Gromadę Pionki siedzibą GRN w Pionkach (wówczas wsi) utworzono – jako jedną z 8759 gromad na obszarze Polski – w powiecie kozienickim w woj. kieleckim, na mocy uchwały nr 13e/54 WRN w Kielcach z dnia 29 września 1954. W skład jednostki wszedł obszar dotychczasowej (jednostkowej) gminy Pionki oraz obszar dotychczasowej gromady Działki Zagożdżon ze zniesionej gminy Kozienice w tymże powiecie.
13 listopada 1954, po sześciu tygodniach, gromadę Pionki zniesiono w związku z nadaniem jej praw miejskich.
Uwaga: Gromada Pionki (o innym składzie) istniała także w latach 1969–72 w powiecie kozienickim.